# Adelshofen (Mittelfranken)
Adelshofen este o comună aflată în districtul Ansbach, landul Bavaria, Germania.